# Вплив (автоматика)
Впли́вом в автоматиці прийнято називати взаємодію між автоматичною системою (а також між її частинами) і зовнішнім середовищем.
Розрізняють збурювальні, задавальні, керувальні впливи та завади (перешкоди).
Збурювальний вплив (збурення, Zв) — фізичний або хімічний вплив на об'єкт регулювання, що спричиняє відхилення регульованої величини. Збурення часто носять випадковий характер, іноді вони не контролюються і визначаються властивостями початкової сировини (ситовий, фракційний і петрографічний склад, міра окисненості шламів, магнітна сприйнятливість вихідного продукту та інше).
Задавальний вплив — вплив, що подається на вхід регулятора і містить інформацію про заданий закон зміни керованої (регульованої) величини.
Керувальний вплив — це вплив, який виконує алгоритм керування (регулювання). Формується регулятором.
Завади (перешкоди) — сигнали або дії, які спотворюють корисний сигнал, який несе основну інформацію у пристроях вимірювання, телевимірювання, зв'язку САК, САР. Завади по суті є другорядними (не основними) збуреннями.